# Infiltración (técnica)

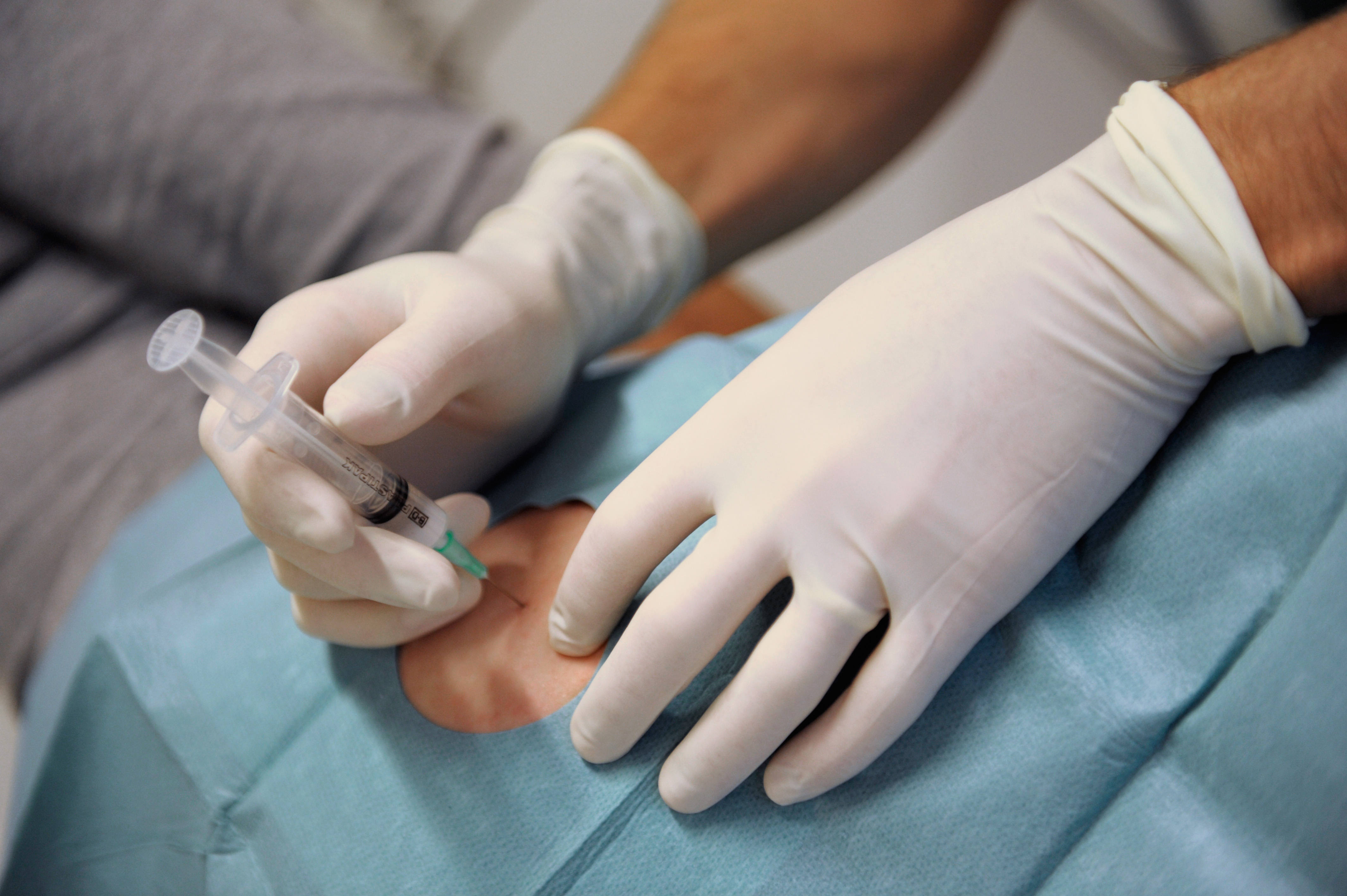
Infiltrando una articulación.

Una infiltración consiste en la inyección de un medicamento en una articulación, una herida, un tejido blando o un nervio, para que actúe directamente sobre la zona lesionada.

## Indicaciones
En general se utilizan en procesos inflamatorios localizados dolorosos, con el objetivo de aliviar el dolor de manera rápida, recuperar movilidad y acelerar el proceso curativo de:
- Inflamaciones articulares agudas o crónicas, tipo artrosis, artritis, capsulitis o bursitis.
- Inflamación de tejidos blandos no infectados, tipo tenosinovitis, fascitis o neuritis de Morton.
- Insuficiente respuesta terapéutica a tratamientos farmacológicos sistémicos.

## Contraindicaciones
No se debe infiltrar a una persona en las siguientes situaciones:
- Alergia a los medicamentos utilizados.
- Infecciones generalizadas.
- Lesiones cutáneas sobre la zona a infiltrar.
- Antecedentes de queloides.
- Ingesta de anticoagulantes o antiagreantes plaquetarios.
- Trastornos de la coagulación.
- Hipertensión arterial o Diabetes mellitus no controlada.
- Sobre tendones rotos o fracturas óseas.
- Atrofias cutáneas.
- Personas muy ansiosas o aprehensivas.

## Material
El material que se utiliza durante las infiltraciones debe ser siempre estéril y de un solo uso (desechable), como:
- Jeringa.
- Aguja hipodérmica.
- Guantes.
- Material para limpiar (antisépticos) y aislar la zona a infiltrar.
- Medicamento en suspensión acuosa estéril. Los medicamentos que generalmente se infiltran son los anestésicos, los corticoides de depósito o una mezcla de ambos.[3] También se puede infiltrar ácido hialurónico y factores plaquetarios de crecimiento.

## Tipos de infiltraciones
La infiltraciones se clasifican según la estructura anatómica sobre la que se actúa:
- Articulación, son las más frecuentes y suelen ser los hombros, codos, caderas, rodillas, manos y pies. A su vez pueden dividirse en intraarticulares, es decir que se inyectan en el espacio de una articulación para aliviar el dolor y la inflamación de patologías como la artrosis, e intraóseas[4] que se administran directamente en el hueso para tratar una necrosis o un edema óseo.
- Nervio.
- Tejido blando.

## Técnica de infiltración
Es una técnica relativamente sencilla que solo deben aplicar los médicos y enfermeros. Se realiza en condiciones de antisepsia, y según tipo de lesión a tratar se practica con una profundidad y extensión variables. No se recomienda realizar más de tres infiltraciones al año por paciente y articulación, con un intervalo mínimo de 15 días entre cada infiltración. Tampoco se recomienda infiltrar más de tres articulaciones por sesión. No precisa ingreso hospitalario, y al finalizar la técnica el paciente se traslada a su domicilio, con la recomendación de reposo durante unas 48 horas.

## Efectos secundarios
Son raras las complicaciones, no obstante, hay riesgo de: 
- Reacciones adversas medicamentosas, que dependen del tipo, la dosis y de la duración del tratamiento aplicado, por lo que se pregunta siempre los antecedentes alérgicos del paciente.
- Infección en la zona del pinchazo, por lo que se emplea material estéril y desechable, así como medidas de antisepsia sobre la zona a infiltrar.
- Mareo o desmayo (sufrir un síncope vasovagal), por lo que el paciente debe estar tranquilo y sentado sobre una silla o tumbado sobre una camilla.
- Lesión de vasos, nervios o tendones adyacentes, por lo que esta técnica solo deben manejarla los médicos.
- Descompensación de la diabetes mellitus o la hipertensión arterial.
- Atrofia cutánea en zona del pinchazo.